# Andrea Costa (Politiker)

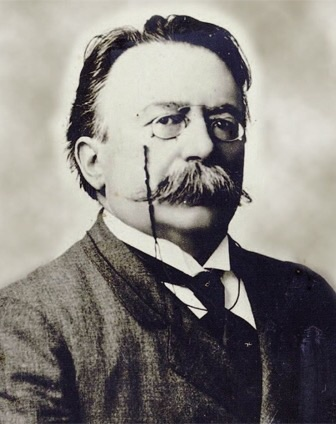
Andrea Costa

Andrea Costa (* 30. November 1851 in Imola; † 19. Januar 1910 ebenda) war ein italienischer sozialistischer Politiker und Publizist mit anarchistischem Hintergrund.
Er gründete 1881 eine der ersten sozialistischen Parteien Italiens, die Partito Socialista Rivoluzionario Italiano (PSRI), für die er 1882 als erster sozialistischer Abgeordneter in die Abgeordnetenkammer gewählt wurde. Die Partei fusionierte 1893 unter Beteiligung Costas mit der Partei der italienischen Arbeiter zur Sozialistischen Partei Italiens (PSI).

## Leben
Costa studierte in Bologna Literatur, brach jedoch sein Studium unter dem Einfluss des russischen Anarchisten Michail Bakunin ab und wandte sich der Verbreitung dessen Theorien zu. Er unterstützte Bakunin organisatorisch in der später als Erste Internationale bezeichneten Internationalen Arbeiterassoziation (IAA). 1871 gründete er die Zeitschrift Der Arbeiterverband, zwei Jahre nach dem Ausschluss des anarchistischen Flügels aus der IAA 1874 die Zeitung Il Martello (Der Hammer). Unter dem Vorwurf der Vorbereitung eines revolutionären Komplotts wurde er im August desselben Jahres zusammen mit Alceste Faggioli in Bologna verhaftet und zu einer zweijährigen Haftstrafe verurteilt. Danach – im selben Jahr, in dem Bakunin starb – emigrierte Costa 1876 nach Paris. Aber auch in Frankreich war er aufgrund seines anarchistischen Wirkens Repressionen ausgesetzt und wurde mehrfach verhaftet. Als 29-Jähriger hatte er bereits fast fünf Jahre in Gefängnissen verbracht.
Mit seiner zeitweiligen Lebensgefährtin, der aus Russland stammenden revolutionären Feministin Anna Kuliscioff, die er im Schweizer Exil kennengelernt hatte, kehrte er 1880 nach Italien zurück. Im Dezember 1881 wurde in Imola die gemeinsame Tochter Andreina geboren. 1885 trennte er sich von Anna Kuliscioff.
Costa wandte sich immer mehr von den bakuninschen Theorien ab und näherte sich zusehends der sozialdemokratisch-marxistischen Ideologie an. In Mailand gründete er zunächst die Internationale Zeitschrift für Sozialismus, und schließlich 1881 den Avanti (nicht zu verwechseln mit dem 15 Jahre später gegründeten Parteiorgan der Sozialistischen Partei Italiens, Avanti!).
1882 wurde Costa als erster sozialistischer Abgeordneter für die von ihm im Jahr zuvor mitbegründete PSRI, der sozialistisch-revolutionären Partei Italiens (Partito Socialista Rivoluzionario Italiano) ins italienische Parlament gewählt. 1892 schlossen sich die verschiedenen Fraktionen der Sozialisten auf einem Vereinigungskongress in Genua unter dem Dach der Partei der italienischen Arbeiter zusammen, die ein Jahr später – nach der Fusion mit der PSRI – in Partito Socialista Italiano (PSI) umbenannt werden sollte. Costa gilt als einer ihrer Gründerväter. Dem italienischen Parlament gehörte er bis zu seinem Tod im Jahr 1910 an.

## Werke (Auswahl)
- Vita di Michele Bacunin. Soc. Azzoguide, Bologna 1877.